# Antonín Koníček
Antonín Koníček (* 14. června 1952 Vlčnov) je český kapelník a skladatel.

## Život
Navštěvoval pět let hudební školu v Uherském Hradišti. V letech 1967–1973 studoval na konzervatoři hru trubku, ale i na klavír, violoncello a bicí. Působil v několika kapelách jako trumpetista, skladatel i jako kytarista. V roce 1977 založil ve Vlčnově kapelu Vlčnovjanka, která si získala značnou proslulost a každoročně doprovází vlčnovskou Jízdu králů. V čele kapely stál až do roku 1989. Stal se známým i v zahraničí a často byl zván nejen na koncertní turné, ale i do porot mezinárodních hudebních soutěží.
V roce 1993 založil vlastní vydavatelskou firmu AKon, která se zaměřila na vydávání dechové a lidové hudby. V roce 2000 se stal uměleckým šéfem kapelky Boršičanka, která přijala i jeho jméno: Boršičanka Antonína Koníčka.

## Dílo
Je převážně skladatelem dechové hudby v moravském lidovém stylu. Píše pro svou kapelu, ale i pro další soubory.

### Některé skladby
- Když tá Boršičanka hrá
- Ve starém vinohradě
- Dyž jsem byl malučký
- Za večerú
- Kominíček
- Majdalenka
- Starostlivá
- Renatce